# Marino Freccia
Marino Freccia o Frezza (Ravello, 1503 – Napoli, 28 settembre 1566) è stato un giurista, storico e nobile italiano.
Esperto di diritto feudale, fu consigliere del Regno di Napoli dal 1539 al 1560.

## Biografia
Nacque nel 1503 a Ravello da una famiglia aristocratica, i Freccia o Frezza, che diede i natali a vari giuristi, tra cui il padre Antonio. Si laureò in giurisprudenza nel 1522 e iniziò una carriera di avvocato, sempre a sostegno delle prerogative dei nobili, che gli conferì ampia fama e riconoscimenti. In seguito divenne lettore presso la locale università. Pubblicò varie opere, mantenendo sempre uno speciale interesse per la storia giuridica e in particolare per il diritto feudale.
Dal suo matrimonio con Delia, figlia di Marino Scatteretica e di Beatrice Santomanco di Salerno, ebbe otto figli, solo uno dei quali gli sopravvisse.
Fu regio consigliere a Napoli dal 1539 al 1560, un periodo difficile segnato da vari rivolgimenti.
Acquistò nel 1554 dal principe Ferrante Sanseverino il feudo di Castellabate e in seguito la città di Lettere, già della famiglia della madre; il fisco tuttavia, in seguito alla disgrazia del principe e all'alienazione dei suoi beni, contestò l'acquisto del feudo e lo mise all'asta, così Freccia riuscì a mantenerne solo il titolo.
Dopo avere scontato un esilio a Capri di due anni, venne definitivamente allontanato dagli incarichi politici nel 1563; negli ultimi anni si dedicò interamente agli studi.
Morì nel 1566 a Napoli e venne tumulato nella cappella di famiglia (demolita nel XIX secolo) nella basilica di San Domenico Maggiore.

## Opere
- De subfeudis baronum et investituris feudorum, 1554 (ultima edizione Venezia, 1579).
  - (LA) Commentarii feudales, Frankfurt am Main, Nikolaus Basse, 1575.